# Star Trek: The Manga
Star Trek: The Manga é um mangá original em inglês da Tokyopop baseado em Star Trek: The Original Series, que começou em setembro de 2006. Escrito em três volumes por Diane Duane, David Gerrold, Mike W. Barr e o membro do elenco de Star Trek: A Próxima Geração, Wil Wheaton. A Tokyopop lançou um mangá adicional baseado em “A Próxima Geração” em abril de 2009.

## Produção
A série de mangá foi produzida pela TokyoPop no 40º aniversário de Star Trek em 2006. Os escritores do primeiro volume incluiram Mike W. Barr, que tinha escrito anteriormente para a série Star Trek Malibu Comics, Chris Dow, Jim Alexander, Joshua Ortega e Rob Tokar. Ortega, em particular, tinha procurado recordar os sentimentos da série original. As histórias do segundo volume incluía as de Mike Wellman, Paul Benjamin e Christine Boylan. Além disso, o volume apresentava uma história de Diane Duane, que tinha escrito diversas histórias de Star Trek começando com “Os Céus Feridos” em 1984 e coescreveu um episódio para Star Trek: A Próxima Geração chamado "Onde ninguém tem ido antes".
O escritor para o terceiro volume foi o membro do elenco “A Próxima Geração”, Wil Wheaton. Wheaton tinha sido convidado pelo editor Luis Reyes, depois de ter ouvido falar que Wheaton estava interessado em mangá. Wil inicialmente pensou que ele tinha uma rede de segurança com o projeto, mas descreveu a rede como "realmente construído a partir de arame farpado. E há jacarés rastejando sobre ele, e macacos com zarabatanas estão constantemente atirando em mim enquanto eu atravesse o alto fio”. Foi a primeira tentativa profissional de Wheaton na escrita de ficção, que era algo que ele tinha vontade de fazer.
Outro escritor do terceiro volume foi de David Gerrold, que já havia escrito o episódio da série original "The Trouble With Tribbles", bem como dois episódios de Star Trek Animação. Sua história no terceiro volume foi baseado em um dos campos originais que ele fez ao lado da primeira história Tribbles. A TokyoPop posteriormente publicou um mangá de Star Trek: A Próxima Geração em Abril de 2009, que contou com escritores que haviam trabalhado nos volumes da série original, incluindo Duane e Gerrold.

## Volumes
Shinsei/Shinsei (新生新星, lit. "New Lives/New Stars", em português “Estrela Recém-nascida”)
Lançado em 5 de setembro de 2006
Kakan ni Shinkou (果敢に進行, lit. "To Boldly Go",  em português “Progresso Corajoso”)
Lançado em 11 de setembro de 2007
Uchu (宇宙, lit. "Space", em português “Espaço”)
Lançado em 15 de julho de 2008
Star Trek: The Next Generation: The Manga – Boukenshin
Lançado em abril de 2009

## Recepção
Escrevendo para IGN, A. E. Sparrow disse que Star Trek Mangá fez relembrar manhã de domingo reprises da série original. Da arte, ele pensou que na ocasião era difícil dizer ao Dr. McCoy, além de outros personagens e também cada história tinha um estilo diferente do desenho Capitão Kirk e ele ficou satisfeito ao ver o retorno de enfermeira Chapel na história. John Tenuto, em sua revisão do terceiro volume de TrekMovie.com, elogiou a escrita de Wheaton, mas enquanto ele estava satisfeito com o diálogo na história de Gerrold, ele sentiu que agora parecia um "derivado de Tribbles".